# Ојлер Dr.II
Ојлер Dr.II је немачки ловачки авион. Први лет авиона је извршен 1917. године. 

Био је наоружан са једним предњим митраљезом калибра 7,92 милиметара.

## Наоружање
| Наоружање авиона: Ојлер        |      |
| Ватрено (стрељачко) наоружање  |      |
| Топ                            |      |
| Митраљез                       |      |
| Број и ознака митраљеза        | 1    |
| Калибар                        | 7,92 |
| Бомбардерско наоружање (бомбе) |      |
| Ракетно наоружање (ракете)     |      |